# Ahmed Yasser
Ahmed Yasser Mohammedi Abdelrehman, abrégé Ahmed Yasser, né le 17 mai 1994 au Qatar, est un footballeur qatarien possédant également la nationalité égyptienne. Il évolue au poste de défenseur central.

## Carrière

### En sélection
Il honore sa première sélection internationale le 17 mars 2013 lors d'un match amical contre la Thaïlande remporté un à zéro.

## Statistiques
| Saison                | Club                  | Championnat           | Championnat | Championnat | Coupe(s) nationale(s) | Coupe(s) nationale(s) | Compétition(s) continentale(s) | Compétition(s) continentale(s) | Compétition(s) continentale(s) | Qatar | Qatar | Total | Total |
| Saison                | Club                  | Division              | M.          | B.          | M.                    | B.                    | Comp.                          | M.                             | B.                             | M.    | B.    | M.    | B.    |
| 2011-2012             | Lekhwiya SC           | Qatar Stars League    | 1           | 0           | 0                     | 0                     | ACL                            | 2                              | 0                              | -     | -     | 3     | 0     |
| 2012-2013             | Lekhwiya SC           | Qatar Stars League    | 7           | 0           | 1                     | 0                     | ACL                            | 3                              | 0                              | 2     | 0     | 13    | 0     |
| 2013-2014             | Lekhwiya SC           | Qatar Stars League    | 10          | 0           | 0                     | 0                     | ACL                            | 3                              | 0                              | 2     | 0     | 15    | 0     |
| 2014-2015             | Lekhwiya SC           | Qatar Stars League    | 10          | 0           | 1                     | 0                     | ACL                            | 5                              | 0                              | 4     | 0     | 20    | 0     |
| 2015-2016             | Lekhwiya SC           | Qatar Stars League    | 18          | 0           | 2                     | 0                     | ACL                            | 6                              | 0                              | 7     | 0     | 33    | 0     |
| 2016-2017             | Lekhwiya SC           | Qatar Stars League    | 3           | 0           | 3                     | 0                     | ACL                            | 2                              | 0                              | 8     | 0     | 16    | 0     |
| Total sur la carrière | Total sur la carrière | Total sur la carrière | 49          | 0           | 7                     | 0                     | -                              | 0                              | 0                              | 23    | 0     | 79    | 0     |

## Palmarès
Il remporte le championnat du Qatar lors des saisons 2011-2012, 2013-2014, 2014-2015 et 2016-2017 avec le Lekhwiya SC.